# دریاچه یاستربینویه
دریاچه یاستربینویه (روسی: Ястреби́ное о́зеро؛ IPA: [ˈozʲɪrə jɪstrʲɪˈbʲinəjə]) یک دریاچه در استان لنینگراد کشور روسیه است.